# Queensland Tennis Centre
O Queensland Tennis Centre, conhecido durante seu desenvolvimento como "Tennyson Tennis Centre", é um centro de tênis em Tennyson, Brisbane, Austrália. É uma instalação de tênis de A$ 82 milhões inaugurada em 2 de janeiro de 2009 no local da demolida Central Elétrica de Tennyson [en].
Desde janeiro de 2009, o Queensland Tennis Centre tem sido o centro anfitrião do torneio internacional combinado de tênis masculino e feminino intitulado Brisbane International, uma combinação do antigo evento Next Generation Adelaide International em Adelaide e do Mondial Australian Women's Hardcourts em Gold Coast.

## Construção

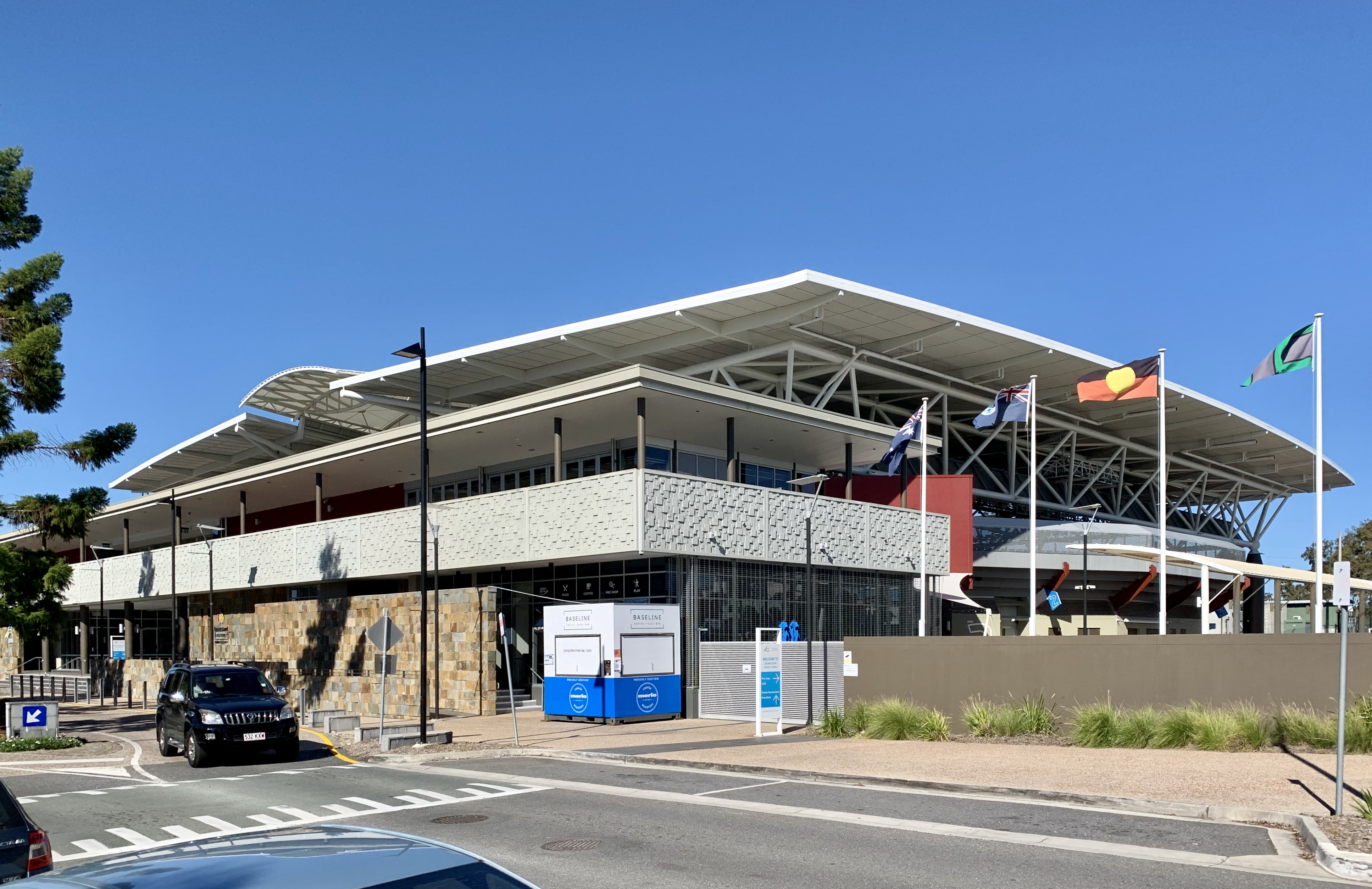
Vista externa da Pat Rafter Arena
em julho de 2020.

Ele foi projetado pelos designers de estádios internacionalmente reconhecidos HOK Sport Venue Event e pelo escritório de arquitetura interno do Grupo Mirvac, HPA Pty Ltd e construído por Mirvac [en] como parte do empreendimento Tennyson Riverside.
A quadra principal foi projetada para incorporar uma cobertura de tecido de fibra de vidro PTFE. Esta estrutura de membrana elástica permite que a luz difusa entre na arena, reduzindo a necessidade de iluminação artificial. O peso leve do tecido também reduziu a quantidade de aço necessária e economizou nos custos de construção. A empresa MakMax Australia (Taiyo Membrane Corporation [en]), sediada em Brisbane, forneceu e instalou este telhado junto com outras estruturas externas menores neste local.
Possui vinte e três quadras padrão da Federação Internacional de Tênis, incluindo a quadra central e duas "quadras vitrine", representando todas as superfícies de jogo (quadra dura, saibro e grama). As quadras duras são em Plexicushion.
A quadra central "Pat Rafter Arena", em homenagem ao tenista australiano Patrick Rafter, tem capacidade para 5.500 lugares (com assentos extras temporários de 1.500, elevando a capacidade total para 7.000).

## Jogos da Davis e da Fed Cup
O Queensland Tennis Center já sediou várias disputas dos torneios representativos da Copa Davis e da Fed Cup.
| Torneio    | Ano  | País vencedor  | País perdedor  | Placar da disputa |
| ---------- | ---- | -------------- | -------------- | ----------------- |
| Copa Davis | 2010 | Austrália      | Japão          | 5–0               |
| Copa Davis | 2017 | Austrália      | Estados Unidos | 3–2               |
| Fed Cup    | 2014 | Alemanha       | Austrália      | 3–1               |
| Fed Cup    | 2016 | Estados Unidos | Austrália      | 4–0               |
| Fed Cup    | 2019 | Austrália      | Bielorrússia   | 3–2               |